# مزارعة

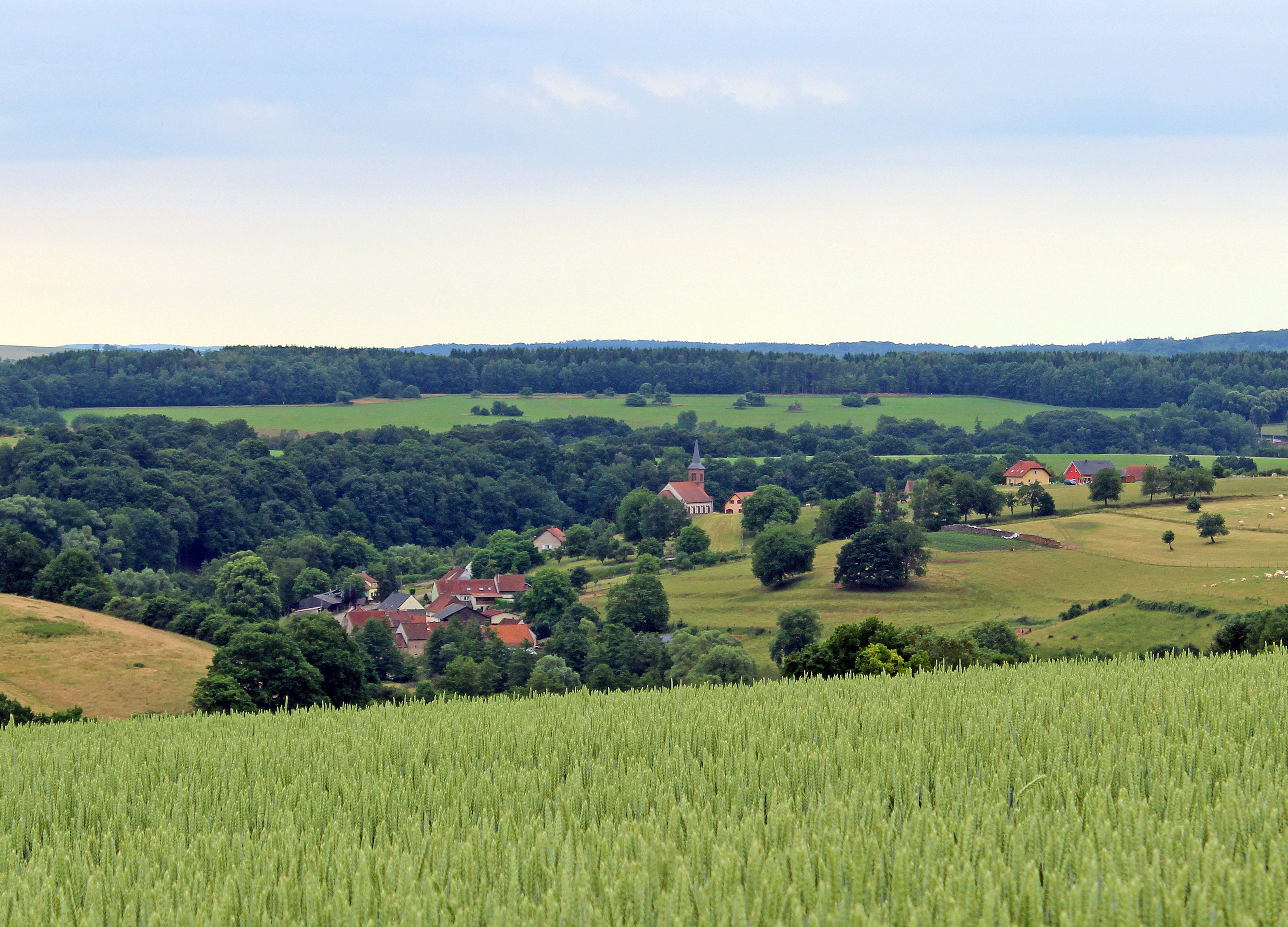
رولنج ، قسم موسيل

المزارعة المعاملة على الأرض ببعض ما يخرج منها، ومعناها هنا هو إعطاء الأرض لمن يزرعها على أن يكون له نصيب بجزء شائع، مما يخرج منها كالنصف أو الثلث أو وفق ما يتفقان عليه.
والمزارعة هي نوع من التعاون بين المزارع وصاحب الأرض بقصد الكسب لهما، فقد يكون المزارع ماهراً في الزراعة وهو لا يملك أرضاً، وقد يكون مالك الأرض عاجزاً عن زراعتها، فشرعها الإسلام لما تعود به بالنفع على الطرفين وعلى المجتمع ككل. وهي مشاركة بين الطرفين في النماء الحاصل بالعمل.
ويطلق على المزارعة كذلك اسم المخابرة من خبر الأرض وهو شقها أو من الخبار وهي الأرض اللينة أي الصالحة للزراعة وقال بعضهم سميت المخابرة لأنها معاملة أهل خيبر على ما يخرج منها من تمر أو زرع.

## دليل مشروعية المزارعة
قال بصحة المزارعة ومشروعيتها جمهور الفقهاء من الحنابلة، والصاحبان من الحنفية وهو مذهب الثوري وابن أبي ليلى وداود الظاهري وابن تيمية وأجازها مالك والشافعي تبعا للمساقاة
أما الشافعية وفي أصح الأقوال عنهم أنها لا تجوز لا مستقلة عن المساقاة ولا تابعة لها،
وقال بعدم مشروعيتها أبو حنيفة وزفر وقالا هي فاسدة.
ثبتت مشروعية المزارعة عند القائلين بجوازها بالسنة وإجماع الصحابة والقياس والمعقول.

### الدليل من السنة
عن ابن عمر رضي الله عنهما أن النبي ﷺ عامل أهل خيبر بشطر ما يخرج من ثمر أو زرع.
ولقد رد المانعون للمزارعة على هذا الدليل من السنة بقولهم إن حديث خيبر محمول على الجزية دون المزارعة حيث إن خيبر فتحت عنوة فكان أهلها عبيدا فما أخذه من الخارج منها فهو له أي لرسول الله ﷺ وما تركه فهو له أو أن معاملة النبي ﷺ أهل خيبر كان خراج مقاسمة بمعنى فرض مقدار نسبة محددة من غلة الأرض كالنصف بطريق المن والصلح وهو جائز.
ويرد المجيزون على ذلك بالاحتجاج بظاهر الحديث وبقوله ﷺ: ((أقركم ما أقركم الله وهذا صريح في أنهم لم يكونوا عبيدًا)).
أما المانعون للمزارعة فلقد استدلوا كذلك بالسنة حيث أوردوا حديث جابر بن عبد الله قال: قال رسول الله ﷺ: ((من كانت له أرض فليزرعها فإن لم يزرعها فليزرعها أخاه)).
وفي رواية أخرى: ((نهى رسول الله ﷺ أن يؤخذ للأرض أجر أو حظ)).
كذلك استدلوا بما رواه مسلم أن رافع بن خديج قال: ((كنا نحاقل الأرض على عهد رسول الله ﷺ فنكريها بالثلث والربع والطعام المسمى فجاءنا ذات يوم رجل من عمومتي فقال نهانا رسول الله ﷺ عن أمر كان لنا نافعا وطواعية الله ورسوله انفع لنا نهانا أن نحاقل بالأرض فنكريها على الثلث والربع والطعام المسمى وأمر رب الأرض أن يزرعها أو يزرعها أخاه وكره كراءها وما سوى ذلك)).
ويحمل المجوزون للمزارعة هذه الأحاديث على أنه إذا اشترط لطرفي العقد قطعة معينة من الأرض فالنهي محمول على الوجه المفضي إلى الضرر والجهالة ويوجب المشاجرة كما هو الشأن في حمل المطلق على المقيد فيحمل على ما فيه مفسدة أو يحمل على اجتنابها ندبًا واستحبابًا.

### الدليل من الإجماع
عامل رسول الله ﷺ أهل خيبر بالشطر ثم أبو بكر ثم عمر وعثمان وعلي ثم أهلوهم وعمل به أزواج رسول الله ﷺ من بعده ولم يبق بالمدينة بيت إلا عمل به فيعد ذلك إجماعًا منهم لم يخالفهم فيه أحد.

### الدليل من العقل والقياس
المزارعة مشروعة عقلًا إذ ليس كل من ملك أرضًا صالحة للزارعة قادر على زراعتها أو متفرغًا لذلك، كذلك من كانت له طاقة للعمل وخبرة في أمور الزراعة وليس لديه أرض يعمل بها يمكنه العمل في أراضي الغير ومشاركة أصحابها في الناتج وهذا مفيد في تشغيل موارد الأمة وطاقاتها وعدم تعطيلها. ويمكن قياس المزارعة على المضاربة لأنها كما قال ابن تيمية عين تنمو بالعمل عليها فجاز العمل فيها ببعض نمائها.
أن المزارعة على الأرض كالمساقاة على الشجر وكلاهما جائز عند فقهاء الحديث كما دل على جواز المزارعة سنة رسول الله ﷺ وإجماع أصحابه من بعده والذين نهوا عنها ظنوا أنها من باب الإجارة لتكون إجارة بعوض مجهول وذلك لا يجوز.

## أنواع المزارعة
هناك عدة صور وأشكال يأخذها عقد المزارعة في حالة كون الأرض من طرف والعمل من الطرف الآخر مع توزع العدد والآلات والبقر على الطرفين أو أحدهما وذلك على النحو التالي:
- أن تكون الأرض والبذر وآلات الزراعة من طرف والعمل من الطرف الآخر.
- أن تكون الأرض من طرف والعمل والبذر وآلات الزراعة من الطرف الآخر.
- أن تكون الأرض والبذر من طرف والعمل وآلات الزراعة من الطرف الآخر.
- أن تكون الأرض والبقر من طرف والعمل والبذر والآلات من الطرف الآخر.
- وتعتبر تلك الصور كلها ما عدا الصورة الأخيرة جائزة عند من يقول بصحة المزارعة من الأحناف والمالكية والحنابلة حيث أن المزارعة تنعقد إجارة وتتم مشاركة وتنعقد على منفعة الأرض والعامل ولا يجوز على منفعة غيرهما حيث يعتبر في هذه الصورة صاحب الأرض مستأجرا للعامل لا غير ليعمل في أرضه ببعض الخارج الذي هو نماء ملكه.
وبالرغم من أن أبو يوسف جوز صحة أن تكون الأرض والبقر من جانب والعمل والبذر والآلات من الجانب الآخر حيث اعتبر منفعة البقر تابعة لمنفعة الأرض إلا أن المذهب عند الأحناف عدم جواز ذلك فلا يجيز الأحناف اشتراط كون آلة الزرع من البقر ونحوه على صاحب الأرض لأن ذلك يجعل منفعة البقر معقودًا عليها فتكون مقصودة بذاتها بينما يشترطون أن تكون آلة الزراعة تابعة في العقد لا معقودًا أصليًا.

## طرف ثالث

### دخول طرف ثالث بتقديم أي من مستلزمات الزراعة
منع الفقهاء دخول طرف ثالث بتقديم المستلزمات من بذور وآلات وقالوا بأنها يجب أن تقد م من أحد العاقدين أي من صاحب الأرض أو من العامل وليس من غيرهما.
ولقد منع جمهور الفقهاء من الحنفية والحنابلة هذه الصورة من المزارعة لحديث مجاهد عن أربعة اشتركوا في زرع على عهد رسول الله ﷺ فقال أحدهم علي الفدان (الثور أو الثوران يفرق بينهما للحرث أو المحراث ونحوه) وقال الآخر قبلي الأرض وقال الآخر قبلي البذر وقال الآخر قبلي العمل فجعل النبي ﷺ الزرع لصاحب البذر وألغى صاحب الأرض وجعل لصاحب العمل كل يوم درهمًا ولصاحب الفدان شيئًا معلومًا.

### صورة جائزة
ولو كانت الأرض لثلاثة فاشتركوا على أن يزرعوها ببذرهم ودوابهم وأعوانهم على أن ما اخرج الله بينهم على قدر مالهم فهو جائز ولا نعلم فيه خلافًا.

## شروط العاقد
يشترط في العاقد أهلية التعاقد سواء أكان شخصًا طبيعيًا أو معنويًا، فلا تصح مزارعة المجنون والصبي غير المميز.
أما البلوغ فليس بشرط لجواز المزارعة فتجوز مزارعة الصبي المأذون كالإجارة ويشترط الشافعية اتحاد العاقد.
وكذلك الحرية ليست بشرط لصحة المزارعة فتصح المزارعة من العبد المأذون وألا يكون مرتدًا على قول أبي حنيفة وغيرهما.
وإنما يجوز ذلك بشرط اتحاد العامل فيهما فلا يصح أن يساقى واحدا ويزارع آخر لأن الاختلاف يزيل التبعية وليس المراد باتحاده كونه واحدًا بل أن لا يكون من ساقاه غير من زارعه.

## شروط المعقود عليه
يختلف المعقود عليه في المزارعة باختلاف من عليه البذر فإذا كان من قبل صاحب الأرض كان المعقود عليه منفعة الأرض وإذا كان من قبل العامل فالمعقود عليه منفعة العمل.

### أن يكون معلومًا
يشترط أن يكون المزروع معلومًا ببيان ما يزرع من قمح أو ذرة أو قطن. . إلخ.
كما يشترط تعيين من عليه البذر قطعًا للمنازعة فإن لم يبين يطبق المتعارف عليه في ذلك.
ويجوز للعامل أن يزرع أي نوع أراد إذا ترك له صاحب الأرض الحرية في ذلك وفو ض إليه الأمر.
ورد هذا الشرط: وهو أن يكون المزروع معلومًا ببيان ما يزرع لأن بعض أنواع المزروعات تزيد من خصوبة الأرض وبعضها ينقص من تلك الخصوبة فلا بد من البيان.

### أن يكون قابلًا لعمل الزراعة
واما الذي يرجع إلى المزروع فهو أن يكون قابلًا لعمل الزراعة وهو أن يؤثر العمل فيه بالزيادة بمجرى العادي.

### أن تكون الأرض صالحة للزراعة
يشترط أن تكون الأرض صالحة لزراعة ما يراد زراعته فيها بحسب العادة فلو كانت الأرض سبخة أو نازة وغيرها من موانع الزراعة لا يجوز التعاقد على زراعتها لأن عقد المزارعة عقد استئجار ببعض الناتج والأرض التي لا يجوز إجارتها لا تجوز مزارعتها.
ولا ينفى صلاحية الأرض للمزارعة عدم إمكانية زراعتها وقت العقد لعارض قابل للزوال في مدة معقولة كانقطاع الماء أو الفيضانات أو تغير المناخ والفصول.

### معلومية الأرض
وكذلك يشترط الفقهاء معلومية الأرض بمساحتها وموقعها فإن كانت مجهولة فإنَّها تودي إلى المنازعة.

### ملكية الأرض
ولا يشترط أن تكون الأرض مملوكة لأحد المتعاقدين فيجوز أن تكون الأرض مستأجرة من أحدهما بأجرة غير منسوبة إلى الخارج.

## التخلية بين الأرض والعامل عليها
يشترط تمكين العامل من العمل بأن يخلي صاحب الأرض بينه وبينها. ولذلك يمتنع عند الحنفية شرط العمل على صاحب الأرض.

## المساقاة كعمل مع المزارعة
لا يصح أن يتعاقد صاحب الأرض مع شخصٍ عقد مزارعة، وآخر عقد مساقاة لنفس الأرض.

## شروط الاتفاق على الناتج

### معلومية حصة الطرفين من الناتج
يشترط أن تكون حصة كل من الطرفين في الناتج محددة بنسبة شائعة متفق عليها.
فلا يجوز أن يحدد نصيب أحدهما من المحصول بوزن معين منه ولا اشتراط كل المحصول لطرف واحد لأن ذلك يقطع الشركة في الناتج.
واشترط المالكية تناسب نصيب العاقدين في الناتج مع ما أخرجاه للمزارعة وذلك بأن يأخذ كل من العاقدين من الربح بقدر ما أخرجاه وشاركا به في المزارعة أي أنهم يشترطون التناسب في قسمة الخارج مع ما قدمه كل متعاقد وذلك بتقدير حصة كل طرف تقديرًا مناسبًا.
كما لا يصح اشتراط مقدارٍ محددٍ من الناتج، ولا مقدارٍ مع نسبة، إنما تكون المحاصصة بالنسب.
فإن شرط أن يأخذ رب الأرض مثل بذره ويقسما الباقي لم يصح وكذلك لو شرط لأحدهما زرع ناحية معينة أو شرط لأحدهما ما على الجداول إما منفردا أو مع نصيبه فهو فاسد بإجماع العلماء.

### أن تكون حصة الطرفين من نفس الناتج
يشترط أن تكون حصة كل واحد من العاقدين من نفس الخارج في عملية المزارعة محل العقد، فلا يصح لأحدهما النصف كذا من الأرض، والآخر النصف ذاك.

## لزوم العقد
يرى الأحناف أن عقد المزارعة عقد غير لازم في جانب صاحب البذر لازم في الجانب الآخر ولا يجوز له الفسخ إلا بعذر.
أما عند المالكية فعقد المزارعة غير لازم قبل البذر.
ويرى الحنابلة أنه عقد غير لازم وهو رأى الظاهرية حيث يرون أنه يحق لأى من العاقدين ترك العمل ولصاحب الأرض إخراج العامل بعد الزرع.

## استئجار الغير
الأصل أن كل عمل يحتاج إليه الزرع لإتمام صلاحه هو على المزارع العامل.
ولكن يجوز أن يستعين المزارع بالغير فيما يزيد على طاقته وقدراته وتكون تلك النفقات على قدر نصيب كلٍ من العاقدين في الناتج.

## نفقات المزارعة
- كل عمل يكون بعد تناهي الزرع وإدراكه وجفافه قبل قسمة الحب والخارج مما يتطلبه استخلاص الحب وتنقيته تكون تكلفته على العاقدين حسب النسبة المتفق عليها في تقسيم الناتج.
- أما الأعمال التي تكون بعد قسمة الناتج فإنه يتحملها كل واحد من العاقدين في نصيبه.
- كل ما كان من عمل المزارعة مما يحتاج الزرع إليه لإصلاحه فعلى المزارع.
- كل ما كان من باب النفقة على الزرع فعليهما على قدر حقهما.
وكذلك الحصاد والحمل إلى البيدر والدياس وتذريته لأن ذلك ليس من عمل المزارعة حتى يختص به المزارع.

## توزيع الناتج
- في المزارعة الصحيحة:

يكون الخارج بينهما على الشرط المذكور
إذا لم تخرج الأرض شيئا فلا شيء لواحد منهما لا أجر العمل ولا أجر الأرض سواء كان البذر من قبل العامل أو من قبل رب الأرض.
- في المزارعة الفاسدة:

- لا يجب على المزارع شيء من أعمال المزارعة لأن وجوبه بالعقد لم يصح.
- إن الخارج يكون كله لصاحب البذر سواء كان رب الأرض أو المزارع لأن استحقاق صاحب البذر للخارج لكونه نماء ملكه لا بالشرط.
- أن إذا كان البذر من قبل صاحب الأرض كان للعامل عليه أجر المثل لأن البذر إذا كان من قبل صاحب الأرض كان هو مستأجرًا للعامل فإذا فسدت الإجارة وجب أجر مثل عمله وإذا كان البذر من قبل العامل كان عليه لرب الأرض أجر مثل أرضه لأن البذر إذا كان من العامل يكون هو مستأجرًا للأرض فإذا فسدت الإجارة يجب عليه أجر مثل أرضه.
- يجب أجر المثل في المزارعة الفاسدة ولو لم تخرج الأرض شيئا بعد أن استعملها المزارع.

## ضمان المزارع
لا يجوز اشتراط ضمان العامل لما هلك من الزرع من غير تعمد أو تقصير.
لا يجوز اشتراط ضمان العامل لما هلك من الزرع من غير تعمد أو تقصير فلو أخر السقي عن حينه تأخيرا غير معتاد أو ترك حفظ الزرع ضمن.

## انتهاء المزارعة
تنتهى المزارعة بـ:
- انتهاء مدتها.
- موت أحد العاقدين.
- الفسخ الصريح أو الضمني أو بالفسخ لعذر.